# Генетическая хронология ашкеназов
Генети́ческая хроноло́гия ашкена́зов — гипотезы о датировке событий в демографической истории ашкеназов на основе результатов генетических исследований. В отличие от сефардов и мизрахим, генетическая хронология ашкеназов характеризуется сильным эффектом основателя и регулярностью так называемых генетически узких мест — эффектом бутылочного горлышка.

## Эффект основателя
Совершенствование генетических исследований сделало общим местом понимание очень узкой генетической базы ашкеназов по материнской линии (митохондриальная ДНК). Материнский генофонд, обеспечивающий так называемую генетическую подпись ашкеназов, локализуется до четырёх женщин-основательниц. Однако в исследованиях различаются выводы по их этнической принадлежности и расчётное время ключевого события в демографической истории ашкеназов.
О ближневосточном происхождении женщин-основательниц сообщается в исследовании Бехара с соавторами, где история ашкеназов ограничивается вторым тысячелетием и отмечается, что ключевое событие демографической истории ашкеназов произошло до XII в. (т.е. после того, как около 1000 г. рабби Гершом ввёл для ашкеназов тысячелетний запрет на многожёнство, вероятно, для решения проблемы брошенных жён и их детей), когда началась миграция ашкеназов из Западной в Восточную Европу.
На европейское происхождение четырёх основательниц указывает исследование группы Ричардса, а исторический период увеличивается до 2 тыс. лет и выдвигается предположение, что еврейские мужчины в I в. мигрировали в Европу и брали новых жён из местного населения, обращая их в иудаизм. Гипотеза Ричардса коррелирует с данными исследования Хаммера с соавторами о том, что ашкеназы являются потомками по отцовской линии (Y-хромосомы) выходцев с Ближнего Востока, которые в первом тысячелетии мигрировали из Италии в другие части Европы, при этом в течение примерно 80 поколений (около 2 тыс. лет) вклад европейских Y-хромосом в генофонд ашкеназов является незначительным.
Впрочем, в другом исследовании указывается на высокую степень европейской примеси в Y-хромосомах ашкеназов и сильное влияние положительного отбора.

## Эффект бутылочного горлышка
Отмечается относительная регулярность сокращения численности исследуемой популяции. Ближайшим генетически узким местом в демографической истории ашкеназов является отметка в 25-32 поколения назад (здесь время жизни одного поколения — 25 лет, то есть 625—800 лет назад), когда численность ашкеназов составляла около 350 человек, что соответствует пандемии чумы в Европе. Эти данные коррелируют с результатами анализа Y-хромосом ашкеназов-левитов.
Приблизительно 100 поколений назад было ещё одно генетически узкое место, связываемое с началом истории ашкеназов, которые, в свою очередь, унаследовали признаки сокращения популяции в 200 раз примерно 150 поколений назад. О появлении ашкеназов в период 100—150 поколений назад (в этом случае время жизни одного поколения — 20 лет, то есть 2-3 тыс. лет назад) сделано предположение в исследовании группы Ацмона, где подчёркивается, что имела место более сложная демографическая история, чем простое разделение одной предковой популяции, в связи с чем выделяется фактор прозелитизма.
Но фактор прозелитизма не следует упрощать до модели отношений еврея-мужчины и местных европейских женщин (гипотеза об инцесте как восстановлении бытовавшей ранее нормы поведения в экстремальной ситуации — см., напр., Авраам и его сестра, Лот и его дочери — не исследуется), так как аутосомные и Х-хромосомные полиморфизмы ашкеназов не занимают промежуточное положение между европейскими и ближневосточными популяциями, а являются скорее европейскими.
О количестве ашкеназов в первом тысячелетии нет данных, но на рубеже второго тысячелетия после миграции из Южной Европы, особенно из Италии, в Западную Европу указывается цифра в 4 тыс. человек.

## Критика
Для генетической хронологии важно, что генетические исследования евреев, используемые как инструмент продвижения глобального еврейского национального самосознания, не открыли неизвестных дат в истории этноса, а только подтверждают общеизвестные даты. Однако, есть мнение, что научно не может быть установлена так называемая генетическая подпись (маркеры) евреев в целом и ашкеназов в частности, т.к. еврейство является не биологическим (геномные данные), а социальным признаком (т.е. евреи генетически не отличаются от неевреев). Поэтому экспериментальная проверка гипотезы о так называемом уникальном генетическом коде ашкеназов (включая патогенные мутации, связываемые с наследственными заболеваниями) регулярно демонстрирует отсутствие корректных доказательств. Это даёт основания считать ставшую базовой для генетических исследований ашкеназов идею «биологического еврейства», возникшую в конце XIX в., как не имеющую эмпирических данных.
Например, относительно высокая частота у ашкеназов редких наследственных заболеваний, таких как болезнь Тея-Сакса или болезнь Гоше, объясняются последствиями эпидемии туберкулеза XVII—XVIII вв. в промышленных европейских городах, а не уникальным генетическим наследием ашкеназов. А мутация в гене BRCA, интерпретируемая как доказательство общей для ашкеназов родины в Палестине, обнаружена среди женщин различных регионов мира, рас и этносов, что демонстрирует межэтнический характер этой патологии и является универсальным, а не уникальным признаком относительной генетической изоляции популяции (например, есть у исландцев).